# Mentre aspetto che ritorni
Mentre aspetto che ritorni è  un singolo di Renato Zero pubblicato nel 2005, primo singolo che anticipa la pubblicazione del ventiquattresimo album in studio Il dono.

## Tracce
Testi di Renato Zero e musiche di Claudio Guidetti
1. Mentre aspetto che ritorni – 3:57